# Trek Bicycle Corporation
Trek Bicycle Corporation — один из крупнейших производителей велосипедов. Велосипеды марки Trek продаются на территории Северной Америки, Европы и Азии.

## Продукция

### Экологически чистая продукция
В 2010 году Trek объединился с несколькими поставщиками, чтобы обеспечить экологически чистую продукцию. Эта продукция включает в себя новые велосипеды, которые сделаны из стали. Сталь очень простой сплав для переработки.

### Bontrager
Bontrager — дочерняя компания Trek. Bontrager производит шины, колёса, рули, выносы руля и сёдла, а также огромный перечень велоаксессуаров.